# 2013-as afrikai nemzetek kupája (selejtező)
A 2013-as afrikai nemzetek kupája selejtezőjére az Afrikai Labdarúgó-szövetség 47 tagállama nevezett be, köztük a 2013-as afrikai nemzetek kupája rendezője, a Dél-afrikai Köztársaság, amely nem játszott selejtezőt. Hat válogatott nem indult. Valamennyi mérkőzést 2012-ben játszották le.

## Lebonyolítás
A selejtező egy előselejtezőből, és két fordulóból állt.
Az előselejtezőben a négy legalacsonyabban rangsorolt válogatott vett részt. Oda-visszavágós rendszerben mérkőztek meg, a párosítások győztesei továbbjutottak az első fordulóba.
Az első fordulóban a 2012-es tornára nem kvalifikált csapatok, valamint az előselejtező két továbbjutója vett részt, összesen 28 csapat. 14 párosítást sorsoltak, a csapatok oda-visszavágós rendszerben mérkőztek meg. A párosítások győztesei továbbjutottak a második fordulóba.
A második fordulóban a 2012-es tornára kijutott 16 csapat, valamint az első forduló 14 továbbjutója vett részt, összesen 30 csapat. 15 párosítást sorsoltak, a csapatok oda-visszavágós rendszerben mérkőztek meg. A párosítások győztesei kijutottak a 2013-as afrikai nemzetek kupájára. A rendező Dél-Afrikával alkották a 16 csapatos mezőnyt.
A selejtezőben részt vevő 46 válogatott:
| A 2. fordulóba kiemelve (2012-es torna résztvevői) | Az 1. fordulóba kiemelve (A 2012-es tornára nem kvalifikált csapatok, kivéve a négy legalacsonyabban rangsorolt csapatot)                        | Az 1. fordulóba kiemelve (A 2012-es tornára nem kvalifikált csapatok, kivéve a négy legalacsonyabban rangsorolt csapatot)                           | Előselejtező (négy legalacsonyabban rangsorolt csapat)           |
| --- | --- | --- | ---------------------------------------------------------------- |
| Angola · Botswana · Burkina Faso · Egyenlítői-Guinea · Elefántcsontpart · Gabon · Ghána · Guinea · Líbia · Mali · Marokkó · Niger · Szenegál · Szudán · Tunézia · Zambia | Algéria · Benin · Bissau-Guinea · Burundi · Csád · Egyiptom · Etiópia · Gambia · Kamerun · Kenya · Kongó · Kongói DK · Közép-afrikai Köztársaság | Libéria · Madagaszkár · Malawi · Mozambik · Namíbia · Nigéria · Ruanda · Sierra Leone · Tanzánia · Togo · Uganda · Zimbabwe · Zöld-foki Köztársaság | Lesotho · São Tomé és Príncipe · Seychelle-szigetek · Szváziföld |

Jegyzetek
- A 2010-es torna előtt a togói válogatottat szállító buszt megtámadták, a csapat emiatt visszalépett a tornától. Togót ezt követően kizárták a 2012-es és 2013-as tornáról.[1] 2010. május 14-én törölték Togo büntetését, így részt vehetett az afrikai nemzetek kupája selejtezőjében.[2]
- Nem indultak:  Comore-szigetek,  Dzsibuti,  Eritrea,  Mauritánia,  Mauritius,  Szomália.

## Kvalifikált csapatok
| Ország                  | Kvalifikáció módja                      | Kvalifikáció időpontja | Afrikai nemzetek kupája részvétel |
| ----------------------- | --------------------------------------- | ---------------------- | --------------------------------- |
| Dél-afrikai Köztársaság | Rendező                                 | 2011. szeptember 28.   | 7                                 |
| Ghána                   | Malawi legyőzésével.                    | 2012. október 13.      | 18                                |
| Mali                    | Botswana legyőzésével.                  | 2012. október 13.      | 7                                 |
| Zambia                  | Uganda legyőzésével.                    | 2012. október 13.      | 15                                |
| Nigéria                 | Libéria legyőzésével.                   | 2012. október 13.      | 16                                |
| Tunézia                 | Sierra Leone legyőzésével.              | 2012. október 13.      | 15                                |
| Elefántcsontpart        | Szenegál legyőzésével.                  | 2012. október 13.      | 19                                |
| Marokkó                 | Mozambik legyőzésével.                  | 2012. október 13.      | 14                                |
| Etiópia                 | Szudán legyőzésével.                    | 2012. október 14.      | 9                                 |
| Zöld-foki Köztársaság   | Kamerun legyőzésével.                   | 2012. október 14.      | 0                                 |
| Angola                  | Zimbabwe legyőzésével.                  | 2012. október 14.      | 6                                 |
| Niger                   | Guinea legyőzésével.                    | 2012. október 14.      | 1                                 |
| Togo                    | Gabon legyőzésével.                     | 2012. október 14.      | 6                                 |
| Kongói DK               | Egyenlítői-Guinea legyőzésével.         | 2012. október 14.      | 15                                |
| Burkina Faso            | Közép-afrikai Köztársaság legyőzésével. | 2012. október 14.      | 8                                 |
| Algéria                 | Líbia legyőzésével.                     | 2012. október 14.      | 14                                |

## Eredmények

### Előselejtező
Az előselejtező és az 1. forduló sorsolását 2011. október 28-án tartották Malabóban, Egyenlítői-Guineában.
Az előzetes menetrend szerint az előselejtezőket január 6–8. és január 20–22. között játszották volna, azonban a január 8-ára kiírt São Tomé and Príncipe–Lesotho-találkozót elhalasztották, mert a vendégcsapat nem tudott átutazni Libreville-en keresztül. A párosítás mérkőzéseit végül 2012. január 15-én és január 22-én rendezték meg.
| 1. csapat            | Össz.         | 2. csapat  | 1. mérk. | 2. mérk. |
| -------------------- | ------------- | ---------- | -------- | -------- |
| Seychelle-szigetek   | játék nélkül1 | Szváziföld | —        | —        |
| São Tomé és Príncipe | 1–0           | Lesotho    | 1–0      | 0–0      |

Jegyzet
- 1.: Szváziföld anyagi nehézségek miatt visszalépett.[6] A Seychelles-szigetek továbbjutott az első fordulóba.

| 2012. január 15. 15:30 (UTC±0) |

| São Tomé és Príncipe | 1–0               | Lesotho |
| -------------------- | ----------------- | ------- |
| Nunes 3' (11-esből)  | (1–0) Jegyzőkönyv |         |

| Estádio Nacional 12 de Julho, São Tomé |

| 2012. január 22. 15:00 (UTC+2) |

| Lesotho | 0–0         | São Tomé és Príncipe |
| ------- | ----------- | -------------------- |
|         | Jegyzőkönyv |                      |

| Setsoto Stadion, Maseru |

São Tomé és Príncipe 1–0-s összesítéssel az első fordulóba jutott.

### 1. forduló
Az 1. forduló első mérkőzéseit – az Egyiptom–Közép Afrikai Köztársaság-párosítás kivételével – 2012. február 29-én, a visszavágókat június 16-án és 17-én rendezték.
| 1. csapat            | Össz.        | 2. csapat                 | 1. mérk. | 2. mérk. |
| -------------------- | ------------ | ------------------------- | -------- | -------- |
| Etiópia              | 1–1 (i.g.)   | Benin                     | 0–0      | 1–1      |
| Ruanda               | 0–2          | Nigéria                   | 0–0      | 0–2      |
| Kongó                | 3–5          | Uganda                    | 3–1      | 0–4      |
| Burundi              | 2–2 (i.g.)   | Zimbabwe                  | 2–1      | 0–1      |
| Gambia               | 2–6          | Algéria                   | 1–2      | 1–4      |
| Kenya                | 2–2 (i.g.)   | Togo                      | 2–1      | 0–1      |
| São Tomé és Príncipe | 4–5          | Sierra Leone              | 2–1      | 2–4      |
| Bissau-Guinea        | 0–2          | Kamerun                   | 0–1      | 0–1      |
| Csád                 | 3–4          | Malawi                    | 3–2      | 0–2      |
| Seychelle-szigetek   | 0–7          | Kongói DK                 | 0–4      | 0–3      |
| Tanzánia             | 2–2 (t. 6–7) | Mozambik                  | 1–1      | 1–1      |
| Egyiptom             | 3–41         | Közép-afrikai Köztársaság | 2–3      | 1–1      |
| Madagaszkár          | 1–7          | Zöld-foki Köztársaság     | 0–4      | 1–3      |
| Libéria              | 1–0          | Namíbia                   | 1–0      | 0–0      |

- 1. A pályaválasztói jogot az eredeti sorsoláshoz képest felcserélték.

| 2012. február 29. 16:00 (UTC+3) |

| Etiópia | 0–0         | Benin |
| ------- | ----------- | ----- |
|         | Jegyzőkönyv |       |

| Addisz-abebai városi stadion, Addisz-Abeba Játékvezető: Sylvester Kirwa (kenyai) |

| 2012. június 17. 16:00 (UTC+1) |

| Benin    | 1–1               | Etiópia   |
| -------- | ----------------- | --------- |
| Poté 19' | (1–1) Jegyzőkönyv | Girma 44' |

| Stade de l’Amitié, Cotonou Játékvezető: Bakary Gassama (gambiai) |

| 2012. február 29. 15:30 (UTC+2) |

| Ruanda | 0–0         | Nigéria |
| ------ | ----------- | ------- |
|        | Jegyzőkönyv |         |

| Stade Régional Nyamirambo, Kigali Játékvezető: Daniel Bennett (dél-afrikai) |

| 2012. június 16. 16:00 (UTC+1) |

| Nigéria             | 2–0               | Ruanda |
| ------------------- | ----------------- | ------ |
| I. Uche 9' Musa 56' | (1–0) Jegyzőkönyv |        |

| U. J. Esuene Stadion, Calabar Játékvezető: Doué Noumandiez Désiré (elefántcsontparti) |

| 2012. február 29. 15:30 (UTC+1) |

| Kongó                                   | 3–1               | Uganda        |
| --------------------------------------- | ----------------- | ------------- |
| N'Guessi 1' Oniangue 77' (11-esből) 85' | (1–1) Jegyzőkönyv | Sserumaga 29' |

| Stade Municipal, Pointe-Noire Játékvezető: Neant Alioum (kameruni) |

| 2012. június 16. 16:00 (UTC+3) |

| Uganda                                                   | 4–0               | Kongó |
| -------------------------------------------------------- | ----------------- | ----- |
| Mwesigwa 33' Walusimbi 51' (11-esből) Massa 63' Okwi 86' | (1–0) Jegyzőkönyv |       |

| Nelson Mandela Nemzeti Stadion, Kampala Játékvezető: Busajb el-Áhras (marokkói) |

| 2012. február 29. 15:30 (UTC+2) |

| Burundi                 | 2–1               | Zimbabwe   |
| ----------------------- | ----------------- | ---------- |
| Mavugo 46' Nahayo 90+5' | (0–0) Jegyzőkönyv | Musona 60' |

| Prince Louis Rwagasore Stadion, Bujumbura Játékvezető: Hálid Abd er-Rahmán (szudáni) |

| 2012. június 17. 15:00 (UTC+2) |

| Zimbabwe   | 1–0               | Burundi |
| ---------- | ----------------- | ------- |
| Musona 36' | (1–0) Jegyzőkönyv |         |

| National Sports Stadium, Harare Játékvezető: Eric Otogo-Castane (gaboni) |

| 2012. február 29. 16:30 (UTC±0) |

| Gambia        | 1–2               | Algéria              |
| ------------- | ----------------- | -------------------- |
| M. Ceesay 27' | (1–0) Jegyzőkönyv | Jahja 56' Fegúli 58' |

| Independence Stadium, Bakau Játékvezető: Koman Coulibaly (mali) |

| 2012. június 17. 20:30 (UTC+1) |

| Algéria                              | 4–1               | Gambia      |
| ------------------------------------ | ----------------- | ----------- |
| Kádír 1' Szlimáni 6' 52' Szúdáni 65' | (2–1) Jegyzőkönyv | Gassama 15' |

| Musztafa Tsáker stadion, Blida Játékvezető: Szelím el-Zsedídi (tunéziai) |

| 2012. február 29. 17:00 (UTC+3) |

| Kenya                | 2–1               | Togo        |
| -------------------- | ----------------- | ----------- |
| Situma 24' Wanga 66' | (1–1) Jegyzőkönyv | Boukari 42' |

| Nyayo Nemzeti Stadion, Nairobi Játékvezető: Rajindraparsad Seechurn (mauritiusi) |

| 2012. június 17. 15:30 (UTC±0) |

| Togo      | 1–0               | Kenya |
| --------- | ----------------- | ----- |
| Gakpé 59' | (0–0) Jegyzőkönyv |       |

| Stade de Kégué, Lomé Játékvezető: Neant Alioum (kameruni) |

| 2012. február 29. 15:00 (UTC±0) |

| São Tomé és Príncipe           | 2–1               | Sierra Leone |
| ------------------------------ | ----------------- | ------------ |
| Jair 69' (11-esből) Lasset 86' | (0–0) Jegyzőkönyv | Medo 55'     |

| Estádio Nacional 12 de Julho, São Tomé Játékvezető: Anthony Ramsy Raphael (malawi) |

| 2012. június 16. 16:30 (UTC±0) |

| Sierra Leone                         | 4–2               | São Tomé és Príncipe |
| ------------------------------------ | ----------------- | -------------------- |
| K. Kamara 17' 33' T. Bangura 21' 40' | (4–1) Jegyzőkönyv | Jair 2' Jose 47'     |

| Nemzeti Stadion, Freetown Játékvezető: Ali Lemgájfri (mauritániai) |

| 2012. február 29. 16:30 (UTC±0) |

| Bissau-Guinea | 0–1               | Kamerun             |
| ------------- | ----------------- | ------------------- |
|               | (0–0) Jegyzőkönyv | Choupo-Moting 90+1' |

| Estádio 24 de Setembro, Bissau Játékvezető: Bakary Gassama (gambiai) |

| 2012. június 16. 15:30 (UTC+1) |

| Kamerun       | 1–0               | Bissau-Guinea |
| ------------- | ----------------- | ------------- |
| Moukandjo 81' | (0–0) Jegyzőkönyv |               |

| Stade Ahmadou Ahidjo, Yaoundé Játékvezető: Aboubacar Bangoura (guineai) |

| 2012. február 29. 15:00 (UTC+1) |

| Csád                      | 3–2               | Malawi         |
| ------------------------- | ----------------- | -------------- |
| Labbo 38' Djime 45+3' 53' | (2–1) Jegyzőkönyv | Nyondo 42' 67' |

| Stade Omnisports Idriss Mahamat Ouya, N’Djamena Játékvezető: Noumandiez Doue (elefántcsontparti) |

| 2012. június 16. 14:30 (UTC+2) |

| Malawi                    | 2–0               | Csád |
| ------------------------- | ----------------- | ---- |
| J. Banda 31' Kamwendo 73' | (1–0) Jegyzőkönyv |      |

| Kamuzu Stadion, Blantyre Játékvezető: Hamada Nampiandraza (madagaszkári) |

| 2012. február 29. 17:30 (UTC+4) |

| Seychelle-szigetek | 0–4               | Kongói DK                                |
| ------------------ | ----------------- | ---------------------------------------- |
|                    | (0–2) Jegyzőkönyv | Kaluyituka 11' 47' Mputu 28' Basilua 90' |

| Stade Linité, Victoria Játékvezető: Aboubacar Bangoura (guineai) |

| 2012. június 17. 15:30 (UTC+1) |

| Kongói DK                       | 3–0               | Seychelle-szigetek |
| ------------------------------- | ----------------- | ------------------ |
| Mbokani 38' Mpeko 45' Kanda 84' | (2–0) Jegyzőkönyv |                    |

| Stade des Martyrs, Kinshasa Játékvezető: Fredrick Kayindi-Ngobi (ugandai) |

| 2012. február 29. 16:00 (UTC+3) |

| Tanzánia     | 1–1               | Mozambik   |
| ------------ | ----------------- | ---------- |
| Kazimoto 42' | (1–1) Jegyzőkönyv | Clésio 23' |

| Benjamin Mkapa Nemzeti Stadion, Dar es-Salaam Játékvezető: Mohammed Farúk Mahmúd (egyiptomi) |

| 2012. június 17. 15:00 (UTC+2) |

| Mozambik                                                             | 1–1               | Tanzánia                                                       |
| -------------------------------------------------------------------- | ----------------- | -------------------------------------------------------------- |
| Sitoe 8'                                                             | (1–0) Jegyzőkönyv | Morris 89'                                                     |
| Büntetőpárbaj                                                        |                   |                                                                |
| Carlitos Mexer Miro Whiskey Paíto Clésio Zainadine Telinho Domingues | 7–6               | Morris Maftah Nditi Yondani Kapombe Bocco Domayo Ngassa Samata |

| Estádio do Zimpeto, Maputo |

| 2012. június 15. 20:00 (UTC+2) |

| Egyiptom             | 2–3               | Közép-afrikai Köztársaság |
| -------------------- | ----------------- | ------------------------- |
| Zídán 10' Szaláh 47' | (1–1) Jegyzőkönyv | Momi 25' 62' Manga 69'    |

| Borg el-Arab Stadion, Alexandria Játékvezető: Dzsamel Hajmúdi (algériai) |

| 2012. június 30. 15:00 (UTC+1) |

| Közép-afrikai Köztársaság | 1–1               | Egyiptom   |
| ------------------------- | ----------------- | ---------- |
| Kéthévoama 23'            | (1–0) Jegyzőkönyv | Moteab 72' |

| Barthelemy Boganda Stadium, Bangui Játékvezető: Badara Diatta (szenegáli) |

| 2012. február 29. 14:30 (UTC+3) |

| Madagaszkár | 0–4               | Zöld-foki Köztársaság                         |
| ----------- | ----------------- | --------------------------------------------- |
|             | (0–2) Jegyzőkönyv | Ryan 11' Dady 38' F. Varela 77' T. Varela 82' |

| Mahamasina Municipal Stadion, Antananarivo Játékvezető: Janny Sikazwe (zambiai) |

| 2012. június 16. 16:30 (UTC−1) |

| Zöld-foki Köztársaság   | 3–1               | Madagaszkár |
| ----------------------- | ----------------- | ----------- |
| Ryan 9' 81' Djaniny 55' | (1–0) Jegyzőkönyv | Voavy 83'   |

| Estádio da Várzea, Praia |

| 2012. február 29. 16:00 (UTC±0) |

| Libéria      | 1–0               | Namíbia |
| ------------ | ----------------- | ------- |
| Williams 67' | (0–0) Jegyzőkönyv |         |

| Antoinette Tubman Stadion, Monrovia Játékvezető: Eric Otogo-Castane (gaboni) |

| 2012. június 16. 18:00 (UTC+1) |

| Namíbia | 0–0         | Libéria |
| ------- | ----------- | ------- |
|         | Jegyzőkönyv |         |

| Függetlenségi Stadion, Windhoek Játékvezető: Janny Sikazwe (zambiai) |

### 2. forduló

#### Kiemelés
| 1. kalap | 2. kalap |
| --- | --- |
| Zambia · Ghána · Elefántcsontpart · Mali · Tunézia · Kamerun · Angola · Gabon · Nigéria · Szudán · Egyenlítői-Guinea · Algéria · Guinea · Burkina Faso · Marokkó | Szenegál · Líbia · Niger · Botswana · Malawi · Mozambik · Togo · Zöld-foki Köztársaság · Közép-afrikai Köztársaság · Kongói DK · Etiópia · Libéria · Sierra Leone · Uganda · Zimbabwe |

#### Párosítások
A 2. forduló első mérkőzéseit 2012. szeptember 7–9-e között, a visszavágókat október 12–14 között játszották.
| 1. csapat                 | Össz.        | 2. csapat         | 1. mérk. | 2. mérk. |
| ------------------------- | ------------ | ----------------- | -------- | -------- |
| Mali                      | 7–1          | Botswana          | 3–0      | 4–1      |
| Zimbabwe                  | 3–3 (i.g.)   | Angola            | 3–1      | 0–2      |
| Ghána                     | 3–0          | Malawi            | 2–0      | 1–0      |
| Libéria                   | 3–8          | Nigéria           | 2–2      | 1–6      |
| Zambia                    | 1–1 (t. 9–8) | Uganda            | 1–0      | 0–1      |
| Zöld-foki Köztársaság     | 3–2          | Kamerun           | 2–0      | 1–2      |
| Mozambik                  | 2–4          | Marokkó           | 2–0      | 0–4      |
| Sierra Leone              | 2–2 (i.g.)   | Tunézia           | 2–2      | 0–0      |
| Guinea                    | 1–2          | Niger             | 1–0      | 0–2      |
| Szudán                    | 5–5 (i.g.)   | Etiópia           | 5–3      | 0–2      |
| Líbia                     | 0–3          | Algéria           | 0–1      | 0–2      |
| Elefántcsontpart          | 6–2          | Szenegál          | 4–2      | 2–0      |
| Kongói DK                 | 5–2          | Egyenlítői-Guinea | 4–0      | 1–2      |
| Gabon                     | 2–3          | Togo              | 1–1      | 1–2      |
| Közép-afrikai Köztársaság | 2–3          | Burkina Faso      | 1–0      | 1–3      |

| 2012. szeptember 8. 19:00 (UTC±0) |

| Mali                                         | 3–0               | Botswana |
| -------------------------------------------- | ----------------- | -------- |
| Diabaté 27' (11-esből) N'Diaye 59' Maïga 77' | (1–0) Jegyzőkönyv |          |

| Stade 26 mars, Bamako Játékvezető: Szelím el-Zsedídi (tunéziai) |

| 2012. október 13. 15:00 (UTC+2) |

| Botswana   | 1–4               | Mali                                               |
| ---------- | ----------------- | -------------------------------------------------- |
| Ohilwe 90' | (0–1) Jegyzőkönyv | Diabaté 29' Maïga 60' Samassa 77' M. K. Traore 85' |

| Lobatse Stadion, Lobatse Játékvezető: Hamada Nampiandraza (madagaszkári) |

| 2012. szeptember 9. 15:00 (UTC+2) |

| Zimbabwe                               | 3–1               | Angola     |
| -------------------------------------- | ----------------- | ---------- |
| Mateus 4' (öngól) Billiat 21' Gutu 35' | (3–0) Jegyzőkönyv | Djalma 56' |

| Rufaro Stadion, Harare Játékvezető: Hamada Nampiandraza (madagaszkári) |

| 2012. október 14. 17:00 (UTC+1) |

| Angola        | 2–0               | Zimbabwe |
| ------------- | ----------------- | -------- |
| Manucho 5' 7' | (2–0) Jegyzőkönyv |          |

| Estádio 11 de Novembro, Luanda Játékvezető: Sylvester Kirwa (kenyai) |

| 2012. szeptember 8. 17:00 (UTC±0) |

| Ghána             | 2–0               | Malawi |
| ----------------- | ----------------- | ------ |
| Atsu 8' Annan 53' | (1–0) Jegyzőkönyv |        |

| Accrai sportstadion, Accra Játékvezető: Mohammed Benúza (algériai) |

| 2012. október 13. 14:30 (UTC+2) |

| Malawi | 0–1               | Ghána     |
| ------ | ----------------- | --------- |
|        | (0–1) Jegyzőkönyv | Acquah 4' |

| Civo Stadion, Lilongwe Játékvezető: Hálid Abd er-Rahmán (szudáni) |

| 2012. szeptember 8. 20:00 (UTC±0) |

| Libéria                  | 2–2               | Nigéria                            |
| ------------------------ | ----------------- | ---------------------------------- |
| O. Roberts 5' Oliseh 66' | (1–2) Jegyzőkönyv | Igiebor 22' I. Uche 26' (11-esből) |

| Samuel Kanyon Doe Sports Complex, Paynesville Játékvezető: Koman Coulibaly (mali) |

| 2012. október 13. 17:00 (UTC+1) |

| Nigéria                                                            | 6–1               | Libéria  |
| ------------------------------------------------------------------ | ----------------- | -------- |
| Ambrose 1' Musa 38' Moses 48' 88' Mikel 50' (11-esből) I. Uche 72' | (2–0) Jegyzőkönyv | Wleh 80' |

| U. J. Esuene Stadion, Calabar Játékvezető: Daniel Bennett (dél-afrikai) |

| 2012. szeptember 8. 15:00 (UTC+2) |

| Zambia         | 1–0               | Uganda |
| -------------- | ----------------- | ------ |
| C. Katongo 18' | (1–0) Jegyzőkönyv |        |

| Levy Mwanawasa Stadion, Ndola Játékvezető: Doué Noumandiez Désiré (elefántcsontparti) |

| 2012. október 13. 15:00 (UTC+3) |

| Uganda                                                                  | 1–0               | Zambia                                                                            |
| ----------------------------------------------------------------------- | ----------------- | --------------------------------------------------------------------------------- |
| Massa 25'                                                               | (1–0) Jegyzőkönyv |                                                                                   |
| Büntetőpárbaj                                                           |                   |                                                                                   |
| Walusimbi Mwesigwa Masaba Onyango Okwi Kizza Mawejje Oloya Kizito Ochan | 8–9               | C. Katongo Mayuka Chansa Sinkala Mweene F. Katongo Sakuwaha Kampamba Nkausu Sunzu |

| Nemzeti Stadion, Kampala Játékvezető: Dzsamel Hajmúdi (algériai) |

| 2012. szeptember 8. 19:00 (UTC−1) |

| Zöld-foki Köztársaság   | 2–0               | Kamerun |
| ----------------------- | ----------------- | ------- |
| Ricardo 15' Djaniny 61' | (1–0) Jegyzőkönyv |         |

| Estádio da Várzea, Praia Játékvezető: Eric Otogo-Castane (gaboni) |

| 2012. október 14. 16:00 (UTC+1) |

| Kamerun                | 2–1               | Zöld-foki Köztársaság |
| ---------------------- | ----------------- | --------------------- |
| Emana 22' Olinga 90+4' | (1–1) Jegyzőkönyv | Nhuck 12'             |

| Stade Ahmadou Ahidjo, Yaoundé Játékvezető: Gehád Grísa (egyiptomi) |

| 2012. szeptember 9. 15:00 (UTC+2) |

| Mozambik                 | 2–0               | Marokkó |
| ------------------------ | ----------------- | ------- |
| Miro 75' Domingues 90+3' | (0–0) Jegyzőkönyv |         |

| Estádio da Machava, Maputo Játékvezető: Sylvester Kirwa (kenyai) |

| 2012. október 13. 21:00 (UTC±0) |

| Marokkó                                                       | 4–0               | Mozambik |
| ------------------------------------------------------------- | ----------------- | -------- |
| Barráda 39' Hardzsa 64' (11-esből) el-Arabi 85' Amrabat 90+4' | (1–0) Jegyzőkönyv |          |

| Stade de Marrakech, Marrákes Játékvezető: Neant Alioum (kameruni) |

| 2012. szeptember 8. 18:30 (UTC±0) |

| Sierra Leone          | 2–2               | Tunézia               |
| --------------------- | ----------------- | --------------------- |
| Suma 8' A. Kamara 85' | (1–0) Jegyzőkönyv | Garbi 65' Mszákni 87' |

| Nemzeti Stadion, Freetown Játékvezető: Hálid Abd er-Rahmán (szudáni) |

| 2012. október 13. 20:15 (UTC+1) |

| Tunézia | 0–0         | Sierra Leone |
| ------- | ----------- | ------------ |
|         | Jegyzőkönyv |              |

| Musztafa ben Zsannet stadion, Monasztir Játékvezető: Ali Lemgájfri (mauritániai) |

| 2012. szeptember 9. 19:00 (UTC±0) |

| Guinea      | 1–0               | Niger |
| ----------- | ----------------- | ----- |
| Yattara 51' | (0–0) Jegyzőkönyv |       |

| Nongo Stadion, Conakry Játékvezető: Daniel Bennett (dél-afrikai) |

| 2012. október 14. 17:00 (UTC+1) |

| Niger                 | 2–0               | Guinea |
| --------------------- | ----------------- | ------ |
| Mohamed 74' Garba 85' | (0–0) Jegyzőkönyv |        |

| Stade Général Seyni Kountché, Niamey Játékvezető: Bakary Gassama (gambiai) |

| 2012. szeptember 8. 19:00 (UTC+3) |

| Szudán                                                                       | 5–3               | Etiópia                  |
| ---------------------------------------------------------------------------- | ----------------- | ------------------------ |
| Mudater et-Táhir 7' Bísa 15' Omer 45+1' Muhannad et-Táhir 83' (11-esből) 90' | (3–1) Jegyzőkönyv | Kebede 14' 50' Girma 68' |

| Kartúmi stadion, Kartúm Játékvezető: Neant Alioum (kameruni) |

| 2012. október 14. 15:00 (UTC+3) |

| Etiópia            | 2–0               | Szudán |
| ------------------ | ----------------- | ------ |
| Girma 61' Said 64' | (0–0) Jegyzőkönyv |        |

| Addisz-abebai stadion, Addisz-Abeba Játékvezető: Badara Diatta (szenegáli) |

| 2012. szeptember 9. 19:00 (UTC+1) |

| Líbia | 0–1               | Algéria     |
| ----- | ----------------- | ----------- |
|       | (0–0) Jegyzőkönyv | Szúdáni 88' |

| V. Mohammed Stadion, Casablanca (Marokkó) Játékvezető: Badara Diatta (szenegáli) |

| 2012. október 14. 19:00 (UTC+1) |

| Algéria                | 2–0               | Líbia |
| ---------------------- | ----------------- | ----- |
| Szúdáni 6' Szlimáni 7' | (2–0) Jegyzőkönyv |       |

| Musztafa Tsáker Stadion, Blida Játékvezető: Aboubacar Bangoura (guineai) |

| 2012. szeptember 8. 19:00 (UTC±0) |

| Elefántcsontpart                                        | 4–2               | Szenegál             |
| ------------------------------------------------------- | ----------------- | -------------------- |
| Kalou 43' Gervinho 65' Drogba 80' (11-esből) Gradel 85' | (1–1) Jegyzőkönyv | N'Doye 33' Cissé 60' |

| Stade Félix Houphouët-Boigny, Abidjan Játékvezető: Bouchaib El Ahrach (marokkói) |

| 2012. október 13. 20:30 (UTC±0) |

| Szenegál | 0–2 félbeszakadt  | Elefántcsontpart          |
| -------- | ----------------- | ------------------------- |
|          | (0–0) Jegyzőkönyv | Drogba 52' 71' (11-esből) |

| Stade Leopold Senghor, Dakar Játékvezető: Szelím el-Zsedídi (tunéziai) |

| 2012. szeptember 9. 16:30 (UTC+1) |

| Kongói DK                                   | 4–0               | Egyenlítői-Guinea |
| ------------------------------------------- | ----------------- | ----------------- |
| Mbokani 56' 80' Kanda 61' Ronan 73' (öngól) | (0–0) Jegyzőkönyv |                   |

| Stade des Martyrs, Kinshasa Játékvezető: Rajindraparsad Seechurn (mauritiusi) |

| 2012. október 14. 20:00 (UTC+1) |

| Egyenlítői-Guinea     | 2–1               | Kongói DK |
| --------------------- | ----------------- | --------- |
| Balboa 23' Konaté 35' | (2–1) Jegyzőkönyv | Mputu 43' |

| Nuevo Estadio de Malabo, Malabo Játékvezető: Ousmane Fall (szenegáli) |

| 2012. szeptember 8. 16:30 (UTC+1) |

| Gabon      | 1–1               | Togo         |
| ---------- | ----------------- | ------------ |
| Cousin 69' | (0–0) Jegyzőkönyv | Adebayor 74' |

| Stade d'Angondjé, Libreville Játékvezető: Janny Sikazwe (zambiai) |

| 2012. október 14. 17:30 (UTC±0) |

| Togo                  | 2–1               | Gabon      |
| --------------------- | ----------------- | ---------- |
| Wome 36' Adebayor 57' | (1–0) Jegyzőkönyv | Cousin 80' |

| Stade de Kégué, Lomé Játékvezető: Rajindraparsad Seechurn (mauritiusi) |

| 2012. szeptember 8. 16:00 (UTC+1) |

| Közép-afrikai Köztársaság | 1–0               | Burkina Faso |
| ------------------------- | ----------------- | ------------ |
| Mabidé 21'                | (1–0) Jegyzőkönyv |              |

| Barthélemy Boganda Stadion, Bangui Játékvezető: Bakary Gassama (gambiai) |

| 2012. október 14. 20:00 (UTC±0) |

| Burkina Faso                              | 3–1               | Közép-afrikai Köztársaság |
| ----------------------------------------- | ----------------- | ------------------------- |
| A. Traoré 18' 90+6' Dagano 40' (11-esből) | (2–1) Jegyzőkönyv | Manga 7'                  |

| Stade du 4-Août, Ouagadougou Játékvezető: Busajb el-Áhras (marokkói) |